# Martin Müller (Tontechniker)
Martin Müller (* 7. Oktober 1904 im Deutschen Reich; † nach 1984) war ein deutscher Tontechniker beim Film.

## Leben und Wirken
Müller hatte ein Ingenieursstudium absolviert, ehe er zum Tonfilm stieß. Dort sorgte er, mit Beginn der 1930er Jahre, in den kommenden dreieinhalb Jahrzehnten, anfänglich vor allem bei Kurzfilmen, für den guten Ton. Unter den zahllosen Unterhaltungsproduktionen, die er bei den unterschiedlichsten Produktionsfirmen in München und Berlin tontechnisch betreute, zählen auch Vorkriegsklassiker wie Willi Forsts Maskerade, Reinhold Schünzels Die englische Heirat, das Berliner Volksstück Das Veilchen vom Potsdamer Platz und Donner, Blitz und Sonnenschein mit Karl Valentin.
Nach 1945 besaßen die bei der Bavaria entstandenen US-Produktionen Der Mann auf dem Drahtseil und Wege zum Ruhm sowie die bundesdeutschen Filme Ludwig II. und Himmel ohne Sterne von Helmut Käutner sowie Wolfgang Liebeneiners beiden Kassenfüller Königin Luise und Die Trapp-Familie überdurchschnittliche Bedeutung in Müllers Karriere. Ab Mitte der 1960er Jahre wirkte der Tontechniker an Fernsehfilmen und -serien wie Kommissar Freytag, Die seltsamen Methoden des Franz Josef Wanninger, Graf Yoster gibt sich die Ehre, Salto Mortale und Pater Brown mit.
Der bis zuletzt in Grünwald bei München ansässige Müller war auch Zweiter Vorsitzender der deutschen Filmtonmeister-Vereinigung e. V. 1971 beendete Martin Müller seine aktive Tätigkeit als Cheftontechniker, er lebte aber noch bis mindestens Mitte der 1980er Jahre.

## Filmografie
- 1931: Die Mutter der Kompagnie
- 1932: Flucht nach Nizza
- 1933: …und wer küßt mich?
- 1933: Elisabeth und der Narr
- 1933: Die Finanzen des Großherzogs
- 1934: Maskerade
- 1934: Die englische Heirat
- 1934: Alles hört auf mein Kommando
- 1935: Friesennot
- 1935: Anschlag auf Schweda
- 1936: Der Favorit der Kaiserin
- 1936: Durch die Wüste
- 1936: Das Veilchen vom Potsdamer Platz
- 1936: Donner, Blitz und Sonnenschein
- 1937: Der Lachdoktor
- 1938: Die Nacht der Entscheidung
- 1938: Scheidungsreise
- 1939: Ein ganzer Kerl
- 1939: Das Ekel
- 1939: Angelika
- 1940: Leidenschaft
- 1941: Jakko
- 1949: Der Bagnosträfling
- 1949: Dieser Mann gehört mir
- 1950: Die wunderschöne Galathee
- 1950: Die Lüge
- 1950: Der Fall Rabanser
- 1951: Hilfe, ich bin unsichtbar!
- 1951: Sensation in San Remo
- 1951: Die Csardasfürstin
- 1952: Die Diebin von Bagdad
- 1952: Der Mann auf dem Drahtseil (Man on a Tightrope)
- 1952: Maske in Blau
- 1953: Die geschiedene Frau
- 1954: Die Sonne von St. Moritz
- 1954: Bildnis einer Unbekannten
- 1954: Ludwig II.
- 1954: Gestatten, mein Name ist Cox
- 1955: Hanussen
- 1955: Himmel ohne Sterne
- 1956: Die goldene Brücke
- 1956: Königin Luise
- 1956: Die Trapp-Familie
- 1957: Wege zum Ruhm (Paths of Glory)
- 1958: Der schwarze Blitz
- 1958: Die Trapp-Familie in Amerika
- 1958: Dorothea Angermann
- 1959: Liebe auf krummen Beinen
- 1959: Die ideale Frau
- 1960: Es ist soweit (TV-Mehrteiler)
- 1960: Eine Frau fürs ganze Leben
- 1960: Auf Engel schießt man nicht
- 1961: Die Stunde, die du glücklich bist
- 1961: So liebt und küßt man in Tirol
- 1962: Das schwarz-weiß-rote Himmelbett
- 1962: Schneewittchen und die sieben Gaukler
- 1963: Sessel am Kamin (Fernsehfilm)
- 1963: Tod in der Hand (Fernsehfilm)
- 1963–66: Kommissar Freytag (TV-Serie)
- 1964: Dr. med. Hiob Prätorius
- 1965: Der Ruepp (Fernsehfilm)
- 1965: Die seltsamen Methoden des Franz Josef Wanninger (TV-Serie)
- 1966: Das ganz große Ding (Fernsehfilm)
- 1966: Familie Hansen (TV-Serie)
- 1967: Der Tod läuft hinterher (TV-Dreiteiler)
- 1967–68: Der Vater und sein Sohn (TV-Serie)
- 1968: Graf Yoster gibt sich die Ehre (TV-Serie)
- 1969: Salto Mortale (TV-Serie)
- 1969: Die Tauben (Fernsehfilm)
- 1970: Pater Brown (TV-Serie)
- 1970–71: Merkwürdige Geschichten (TV-Serie)